# 李载阳
李載陽（1550年—？），字子春，號予壽，湖北黄州府蕲州（今蕲春）人，軍籍。明朝政治人物，同進士出身。

## 生平
九月二十八日生。蘄州學生，李载阳中万历四年（1576年）丙子科湖广乡试第二十名举人，五年联捷丁丑科会试二百十八名、廷试三甲二百四名进士，授洛阳县知县，才长识裕，应机游刃有余。定丈量地，邑行一条鞭法，至今赖之。万历十一年八月授江西道御史，于万历十四年（1586年）接替周铎任漳州府知府一职，万历十九年（1591年）由李日文接任。十九年八月升陕西行太仆寺少卿。

## 家族
曾祖李栢。祖父李時言，知州，進階中憲大夫。父李元英。母姜氏；继母鄧氏。重庆下。弟承阳、应阳、得阳、泰阳。